# Chrysler Akino
 (août 2020).

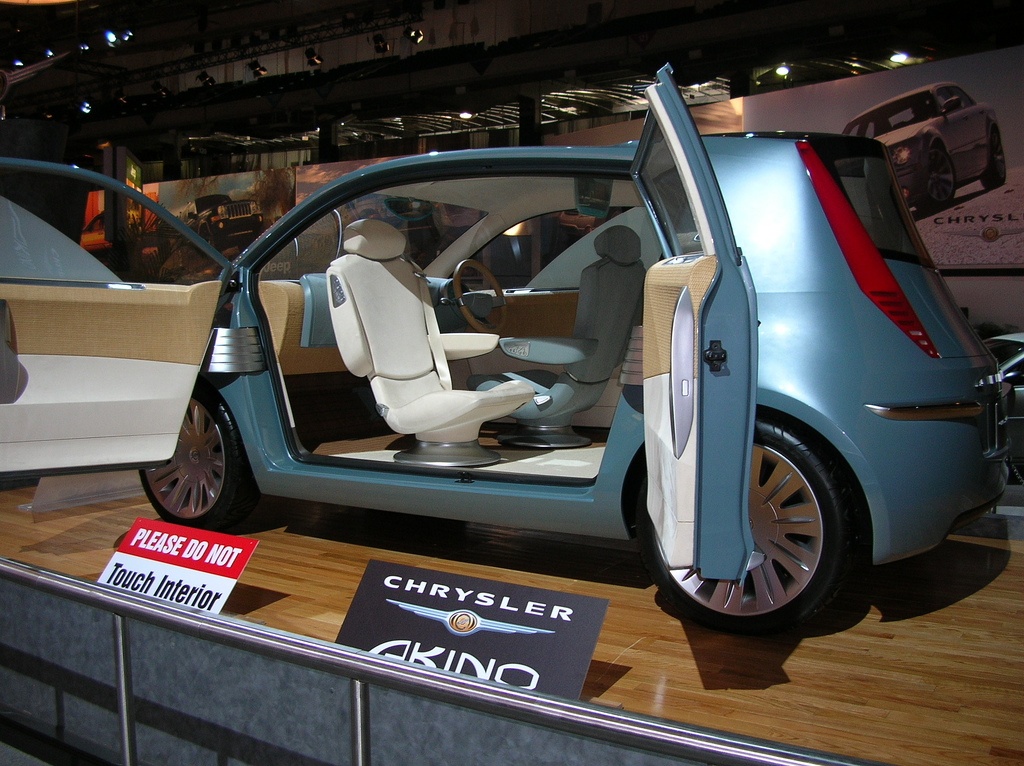
Vue de côté de la Chrysler Akino

La Chrysler Akino était un concept car créé par Chrysler. L'Akino a été présentée pour la première fois au Salon de l'auto de Tokyo 2005. L'Akino a été conçue au Pacifica Studio de Chrysler en Californie et a été nommée d'après le concepteur du concept car, Akino Tsuchiya.

## Conception
L'Akino était un concept de design, car son moteur n'avait pas été testé. L'Akino a été conçue avec un design moderne et quand même artistique pour une citadine polyvalente. Elle n'a qu'une seule porte côté conducteur et deux portes côté passager bien qu'elle ait 1 porte suicide. À l'intérieur, elle a 4 sièges et un coffre qui s'ouvre vers le haut comme sur la plupart des berlines à hayon. Les portes passagers s'ouvrent dans des directions opposées, un peu comme sur l'Honda Element. Le toit comporte également une forme d'emboîtement qui pouvait donner plus d'espace pour la tête. Si elle avait été produite, la Chrysler Akino aurait été une citadine polyvalente à traction avant et aurait été une berline 5 portes avec des portes arrière conventionnelles et elle aurait dû être produite à la mi-janvier 2018 et aurait été liée à la Lancia Ypsilon et la Chrysler Ypslion.